# An Phú Đông
An Phú Đông là một phường thuộc Thành phố Hồ Chí Minh, Việt Nam.

## Địa lý
Phường An Phú Đông nằm ở phía đông Quận 12, có vị trí địa lý:
- Phía đông giáp thành phố Thủ Đức và Bình Thạnh với ranh giới là sông Sài Gòn
- Phía tây giáp phường Thạnh Lộc
- Phía nam giáp quận Gò Vấp với ranh giới là sông Vàm Thuật
- Phía bắc giáp phường Thạnh Lộc và tỉnh Bình Dương.

Phường có diện tích 8,82 km², dân số năm 2021 là 61.892 người,  mật độ dân số đạt 7.017 người/km².

## Hành chính
Sau khi chính thức sắp xếp lại các khu phố của 11 phường thuộc địa bàn Quận 12 vào ngày 14/03/2024, phường An Phú Đông từ 5 khu phố cùng 54 tổ dân phố ở cấp dưới sẽ chia thành 30 khu phố mới đánh số từ 1 đến 30. Điều đó đồng nghĩa với việc, phường An Phú Đông sẽ không còn cấp hành chính tổ dân phố như trước.

## Lịch sử
Địa danh An Phú Đông có từ thời Pháp thuộc, khi đó là tên một làng thuộc tổng Bình Trị Thượng, quận Gò Vấp, tỉnh Gia Định. Làng An Phú Đông được hình thành trên cơ sở sáp nhập hai làng có từ thời Nguyễn là An Lộc Đông và Hanh Phú.
Sau năm 1956, các làng được gọi là xã, An Phú Đông là một xã thuộc quận Gò Vấp.
Sau năm 1975, xã An Phú Đông được sáp nhập vào huyện Hóc Môn, Thành phố Hồ Chí Minh.
Ngày 6 tháng 1 năm 1997, Chính phủ ban hành Nghị định số 03-CP. Theo đó, chuyển xã An Phú Đông về Quận 12 mới thành lập và thành lập phường An Phú Đông trên cơ sở toàn bộ 856 ha diện tích tự nhiên, 7.749 người của xã An Phú Đông.